# Madelynn Bernau
Madelynn Ann Bernau (ur. 6 stycznia 1998 w Racine, w stanie Wisconsin) – amerykańska strzelczyni sportowa specjalizująca się w trapie. Medalistka olimpijska z Tokio.

## Przebieg kariery
W 2018 roku jako juniorka startowała w mistrzostwach świata w Changwon, gdzie uczestniczyła w trapie i zajęła 25. pozycję. W 2021 zaś wzięła udział w letnich igrzyskach olimpijskich w Tokio. Reprezentowała ona Stany Zjednoczone zarówno w indywidualnej, jak i mieszanej rywalizacji w swojej konkurencji. Indywidualnie zajęła 7. pozycję z rezultatem 119 punktów, a w mikście razem z Brianem Burrowsem wywalczyła brązowy medal, uzyskując wynik 146 + 42 punktów.